# Бетика
Бетика или Хиспанија Бетика (лат. Baetica или Hispania Baetica) је била једна од три римске провинције на Пиринејском полуострву. 
На западу ce граничила са провинцијом Лузитанија, а на североистоку с провинцијом Тараконска Хиспанија. 
Главни град провинције је била Кордуба (Corduba), данашња Кордоба.
Бетика је у 8. веку под Маварима постала део Ал Андалуза и приближно одговара територији модерне Андалузије.